# Bertha Hernandez de Ospina
Bertha Hernandez de Ospina, född Hernández Fernández 17 april 1907 i Medellin, dödd 11 september 1993 i Fusagasugá, var en colombiansk feminist och politiker.
Hon var gift med Mariano Ospina Pérez, Colombias president 1946-1950. Hon var senator i Colombias parlament 1970-1974. 
1954 grundade hon tillsammans med María Currea Organización Femenina Nacional. Hon utnämndes av general Gustavo Rojas Pinilla till kommissionen för att utreda införandet av kvinnors rösträtt. De konservativa Josefina Valencia de Hubach och Teresa Santamaría de González (suppleant) och liberalerna Esmeralda Arboleda de Uribe och María Currea de Aya (suppleant) var också medlemmar i kommissionen.